# Parempuyre
 Parempuyre  es una población y comuna francesa, situada en la región de Nueva Aquitania, departamento de Gironda, en el distrito de Burdeos y cantón de Blanquefort.

## Demografía
| 1166 | 1670 | 2148 | 3541 | 5481 | 6613 |
| Para los censos de 1962 a 1999 la población legal corresponde a la población sin duplicidades (Fuente: INSEE [Consultar]) |      |      |      |      |      |